# 발레 수업
《발레 수업》(프랑스어: La Classe de danse, 영어: The Ballet Class)은 프랑스의 화가 에드가 드가가 1873년과 1876년 사이에 그린 유화이다. 예술품 수집가인 장바티스트 포레(Jean-Baptiste Faure)의 의뢰로 제작되었으며 현재 프랑스 파리 오르세 미술관에 소장되어 있다. 드가는 이 그림 작업을 일시적으로 중단하고 포레에게 비슷한 작품인 《무용 수업》을 전달했다.
이 그림은 발레 마스터 쥘 페로의 수업을 듣고 있는 무용수들을 묘사하고 있다. 페로와 드가는 친구였으며 드가는 파리 국립 오페라가 불타버린 지 1년 후에 그곳의 무용 수업을 그렸다.